# 虎紋少女
《虎紋少女》（英語：Tiger Stripes）是一部於2023年上映的馬來西亞肉體恐怖電影 ，該作品以馬來西亞民間傳說虎人為主題，由編劇兼導演余修善執導，也是他的導演處女作。該作品於2023年5月17日在第76屆坎城影展全球首映，並贏得影評人的高度讚譽。該片代表馬來西亞角逐第96屆奥斯卡金像獎最佳國際影片獎。

## 故事大綱
吒凡是一名在同學面前展現熱情、奔放的少女，他與同班同學法菈、瑪麗安是無話不談的死黨。某天，她赫然發現自己的身體出現變化，發紅的雙眼與嗜肉的衝動讓她開始茫然失措，村子也開始蔓延怪物出沒的謠言。

## 演員
- 札芙琳‧札伊里札爾 飾 吒凡[3]
- 迪娜‧埃茲拉爾學 飾 法菈[3]
- 琵卡 飾 瑪麗安[3]
- 沙黑斯·山姆（英语：Shaheizy Sam） 飾 騙子驅魔師[3]
- 瓊·洛瓊 飾演 穆納[4]
- 凱魯納茲旺·羅茲
- 法蒂瑪·阿布·伯克爾 飾 校長[3]

## 製作
《虎紋少女》在製作過程中獲得七個項目發展獎項，其中包括洛迦诺电影节開放之門獎、亞洲奇幻電影網絡獎、東京人才獎、NMSP項目發展基金、休伯特·巴爾斯基金明日之星獎、少即是多活動以及SEAFIC實驗室。

## 發行
《虎紋少女》於2023年5月17日在第76屆坎城影展首映，並榮獲評論家週最佳大獎。 此外，該片也將參加第56屆錫切斯電影節的正式競賽單元。
2023年4月，Jour2fête公司取得了該電影在法國的發行權. 。

## 評價
根據評論聚集網站爛番茄上，根據匯總13篇評論文章，100%的評論家給予《虎紋少女》正面評價，平均評分為6.6/10。而Metacritic使用加權平均法，根據4位評論家的評論，給予電影65分，表示「整體積極」。
《国际银幕》的菲奥努拉·哈里根形容這部電影為「一部觀察入微、聚焦女性的青春成長戲劇」。《衛報》的彼得·布拉德肖給予該電影三顆星中的三顆星，並讚揚了余修善的導演執導和年輕演員的表現。

## 獎項
| 獎項               | 頒獎日期      | 類別         | 獲選者 | 結果 | 備註   |
| ------------------ | ------------- | ------------ | ------ | ---- | ------ |
| 第76屆坎城影展     | 2023年5月27日 | 影評人週大獎 | 余修善 | 獲獎 | [ 13 ] |
| 第76屆坎城影展     | 2023年5月27日 | 金攝影機獎   | 余修善 | 提名 |        |
| 第17屆亞洲電影大獎 | 2024年3月10日 | 最佳新導演   | 余修善 | 提名 |        |

## 外部連結
- 互联网电影数据库（IMDb）上《虎紋少女》的资料（英文）
- 爛番茄上《虎紋少女》的資料（英文）
- 《虎紋少女》 （页面存档备份，存于）于戛纳电影节Critics' Week（英语：Critics' Week）的简介